# Championnats d'Afrique d'haltérophilie 2019
Navigation
Édition précédente Édition suivante
Les championnats d’Afrique d’haltérophilie 2019 se déroulent du 23 au 30 avril 2019 au Caire, en Égypte.

## Femmes

### Médaillées
| Épreuve     | Or                          | Argent                                 | Bronze                     |       |       |
| 45 kg       | 45 kg                       | 45 kg                                  | 45 kg                      | 45 kg | 45 kg |
| ----------- | --------------------------- | -------------------------------------- | -------------------------- | ----- | ----- |
| Arraché     | Rosina Randafiarison 70 kg  | Maha Fajreslam kg                      |                            |       |       |
| Épaulé-jeté | Rosina Randafiarison 80 kg  | Maha Fajreslam kg                      |                            |       |       |
| Total       | Rosina Randafiarison 150 kg | Maha Fajreslam kg                      |                            |       |       |
| 49 kg       |                             |                                        |                            |       |       |
| Arraché     | Heba Ahmed 73 kg            | Marie Hanitra Roilya Ranaivosoa 71 kg  | Zohra Chihi 71 kg          |       |       |
| Épaulé-jeté | Heba Ahmed 95 kg            | Marie Hanitra Roilya Ranaivosoa 93 kg  | Yosra Ben Aissa 73 kg      |       |       |
| Total       | Heba Ahmed 168 kg           | Marie Hanitra Roilya Ranaivosoa 164 kg | Winnifred Ntumi 124 kg     |       |       |
| 55 kg       |                             |                                        |                            |       |       |
| Arraché     | Chika Amalaha 95 kg         | Nouha Landoulsi 92 kg                  | Basma Ibrahim 85 kg        |       |       |
| Épaulé-jeté | Chika Amalaha 110 kg        | Nouha Landoulsi 107 kg                 | Basma Ibrahim 100 kg       |       |       |
| Total       | Chika Amalaha 205 kg        | Nouha Landoulsi 199 kg                 | Basma Ibrahim 185 kg       |       |       |
| 59 kg       |                             |                                        |                            |       |       |
| Arraché     | Chinenye Fidelis 88 kg      | Johanni Taljaard 83 kg                 | Maryem Nada 70 kg          |       |       |
| Épaulé-jeté | Chinenye Fidelis 115 kg     | Johanni Taljaard 102 kg                | Maryem Nada 90 kg          |       |       |
| Total       | Chinenye Fidelis 203 kg     | Johanni Taljaard 185 kg                | Maryem Nada 160 kg         |       |       |
| 64 kg       |                             |                                        |                            |       |       |
| Arraché     | Esraa El-Sayed 98 kg        | Neama Fahmi 91 kg                      | Chaima Rahmouni 89 kg      |       |       |
| Épaulé-jeté | Neama Fahmi 111 kg          | Esraa El-Sayed 110 kg                  | Chaima Rahmouni 110 kg     |       |       |
| Total       | Esraa El-Sayed 208 kg       | Neama Fahmi 202 kg                     | Chaima Rahmouni 199 kg     |       |       |
| 71 kg       |                             |                                        |                            |       |       |
| Arraché     | Rania Ezzat 97 kg           | Cherara Ikram 82 kg                    | Yousra Abidi 81 kg         |       |       |
| Épaulé-jeté | Rania Ezzat 122 kg          | Yousra Abidi 105 kg                    | Cherara Ikram 101 kg       |       |       |
| Total       | Rania Ezzat 219 kg          | Yousra Abidi 186 kg                    | Cherara Ikram 183 kg       |       |       |
| 76 kg       |                             |                                        |                            |       |       |
| Arraché     | Sara Ahmed 112 kg           | Alison Sunee 86 kg                     | Fatma Ahmed 85 kg          |       |       |
| Épaulé-jeté | Sara Ahmed 145 kg           | Alison Sunee 105 kg                    | Fatma Ahmed 105 kg         |       |       |
| Total       | Sara Ahmed 257 kg           | Alison Sunee 191 kg                    | Fatma Ahmed 190 kg         |       |       |
| 81 kg       |                             |                                        |                            |       |       |
| Arraché     | Bilikis Otunla 93 kg        | Salma Farag 90 kg                      | Bouchra Herach 86 kg       |       |       |
| Épaulé-jeté | Bilikis Otunla 125 kg       | Salma Farag 111 kg                     | Bouchra Herach 106 kg      |       |       |
| Total       | Bilikis Otunla 218 kg       | Salma Farag 201 kg                     | Bouchra Herach 192 kg      |       |       |
| 87 kg       |                             |                                        |                            |       |       |
| Arraché     | Samar Said 103 kg           | Ameni Ben Moussa 86 kg                 | Clementine Meukeugni 85 kg |       |       |
| Épaulé-jeté | Samar Said 125 kg           | Clementine Meukeugni 115 kg            | Ameni Ben Moussa 100 kg    |       |       |
| Total       | Samar Said 228 kg           | Clementine Meukeugni 200 kg            | Ameni Ben Moussa 186 kg    |       |       |
| +87 kg      |                             |                                        |                            |       |       |
| Arraché     | Halima Abbas 120 kg         | Shalinee Valaydon 95 kg                |                            |       |       |
| Épaulé-jeté | Halima Abbas 145 kg         | Shalinee Valaydon 115 kg               |                            |       |       |
| Total       | Halima Abbas 265 kg         | Shalinee Valaydon 210 kg               |                            |       |       |

## Hommes

### Médaillés
| Épreuve     | Or                                   | Argent                     | Bronze                                 |       |       |
| 55 kg       | 55 kg                                | 55 kg                      | 55 kg                                  | 55 kg | 55 kg |
| ----------- | ------------------------------------ | -------------------------- | -------------------------------------- | ----- | ----- |
| Arraché     | Eric Herman Andriantsitohaina 102 kg | Issam Harfi 90 kg          |                                        |       |       |
| Épaulé-jeté | Eric Herman Andriantsitohaina 120 kg | Issam Harfi 100 kg         |                                        |       |       |
| Total       | Eric Herman Andriantsitohaina 222 kg | Issam Harfi 190 kg         |                                        |       |       |
| 61 kg       |                                      |                            |                                        |       |       |
| Arraché     | Amine Bouhijbha 116 kg               | Abdullah Bousheehah 108 kg | Mohamed Aziz Belhaj 102 kg             |       |       |
| Épaulé-jeté | Amine Bouhijbha 142 kg               | Abdullah Bousheehah 136 kg | Mouhcine Mazozi 130 kg                 |       |       |
| Total       | Amine Bouhijbha 258 kg               | Abdullah Bousheehah 244 kg | Mohamed Aziz Belhaj 227 kg             |       |       |
| 67 kg       |                                      |                            |                                        |       |       |
| Arraché     | Ahmed Saad 134 kg                    | Allan Togunirina 133 kg    | Ihsan Shabi 126 kg                     |       |       |
| Épaulé-jeté | Ahmed Saad 168 kg                    | Allan Togunirina 167 kg    | Ihsan Shabi 155 kg                     |       |       |
| Total       | Ahmed Saad 302 kg                    | Allan Togunirina 300 kg    | Ihsan Shabi 281 kg                     |       |       |
| 73 kg       |                                      |                            |                                        |       |       |
| Arraché     | Karem Ben Hnia 152 kg                | Mostafa Ibrahim 145 kg     | Maraj Tubal 141 kg                     |       |       |
| Épaulé-jeté | Karem Ben Hnia 186 kg                | Mostafa Ibrahim 185 kg     | Maraj Tubal 167 kg                     |       |       |
| Total       | Karem Ben Hnia 338 kg                | Mostafa Ibrahim 330 kg     | Maraj Tubal 307 kg                     |       |       |
| 81 kg       |                                      |                            |                                        |       |       |
| Arraché     | Mohamed Ihab 160 kg                  | Ramzi Bahloul 151 kg       | Ahmed Adel 144 kg                      |       |       |
| Épaulé-jeté | Mohamed Ihab 191 kg                  | Ahmed Adel 185 kg          | Ramzi Bahloul 180 kg                   |       |       |
| Total       | Mohamed Ihab 351 kg                  | Ramzi Bahloul 331 kg       | Ahmed Adel 329 kg                      |       |       |
| 89 kg       |                                      |                            |                                        |       |       |
| Arraché     | Ahmed Ashour 163 kg                  | Wajih Tlili 149 kg         | Christian Amoah 148 kg                 |       |       |
| Épaulé-jeté | Ahmed Ashour 200 kg                  | Rami Bahloul 175 kg        | Ahmed Abu Zriba 174 kg                 |       |       |
| Total       | Ahmed Ashour 363 kg                  | Wajih Tlili 322 kg         | Christian Amoah 320 kg                 |       |       |
| 96 kg       |                                      |                            |                                        |       |       |
| Arraché     | Mohamed Selim 170 kg                 | Ragab Abdelhay 161 kg      | Saddam Messaoui 161 kg                 |       |       |
| Épaulé-jeté | Ragab Abdelhay 201 kg                | Mohamed Selim 200 kg       | Saddam Messaoui 193 kg                 |       |       |
| Total       | Mohamed Selim 370 kg                 | Ragab Abdelhay 362 kg      | Saddam Messaoui 354 kg                 |       |       |
| 102 kg      |                                      |                            |                                        |       |       |
| Arraché     | Badreddine Ezzouhari 123 kg          |                            |                                        |       |       |
| Épaulé-jeté | Badreddine Ezzouhari 145 kg          |                            |                                        |       |       |
| Total       | Badreddine Ezzouhari 268 kg          |                            |                                        |       |       |
| 109 kg      |                                      |                            |                                        |       |       |
| Arraché     | Aymen Bacha 173 kg                   | Gaber Mohamed 165 kg       | Mohamed Mohamed 160 kg                 |       |       |
| Épaulé-jeté | Mohamed Mohamed 207 kg               | Gaber Mohamed 202 kg       | Junior Périclex Ngadja Nyabeyeu 200 kg |       |       |
| Total       | Gaber Mohamed 367 kg                 | Mohamed Mohamed 367 kg     | Aymen Bacha 366 kg                     |       |       |
| +109 kg     |                                      |                            |                                        |       |       |
| Arraché     | Walid Bidani 187 kg                  | Ahmed Gaber 175 kg         | Zakaria Bertali 130 kg                 |       |       |
| Épaulé-jeté | Ahmed Gaber 230 kg                   | Walid Bidani 226 kg        | Zakaria Bertali 160 kg                 |       |       |
| Total       | Walid Bidani 413 kg                  | Ahmed Gaber 405 kg         | Zakaria Bertali 290 kg                 |       |       |